# Saint Michel-Preference Home-Auber 93 (vrouwenwielerploeg)
Saint Michel-Preference Home-Auber 93 is een Frans vrouwenwielerteam dat in 2012 werd opgericht, naast de mannenploeg Saint Michel-Preference Home-Auber 93. De naam komt van de hoofdsponsor Biscuiterie Saint-Michel, een Frans merk biscuit. Vanwege deze sponsor is de bijnaam van de ploeg les Madeleines. Tijdens de Tour de France Femmes 2023 reed de ploeg in de tijdrit met wielen die leken op koekjes.

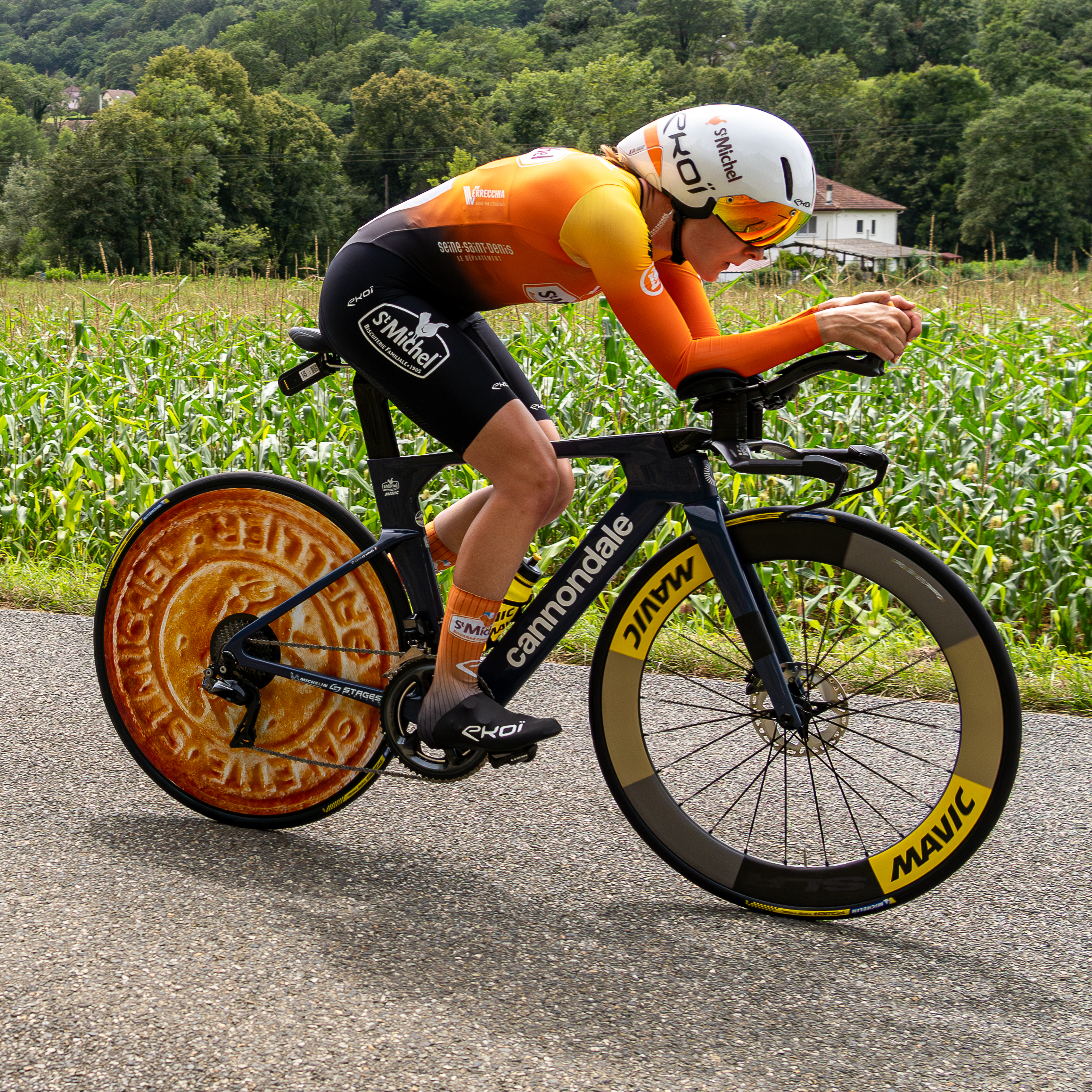
Tijdrit in de Tour de France Femmes 2023.

De ploeg reed de eerste tien jaar op clubniveau en heeft vanaf 2022 een UCI-licentie. De ploeg reed de Tour de France Femmes in 2022 en 2023.

## Naamgeving ploeg
- 2012–2014: BigMat–Auber93
- 2015 : Auber93
- 2016 : HP BTP–Auber93
- 2017 : CM Aubervilliers 93
- 2018–2022 : Saint-Michel Auber 93
- 2023–2024 : Saint-Michel Mavic Auber 93
- 2025 : Saint Michel-Preference Home-Auber 93

## Rensters

### Ploeg 2023

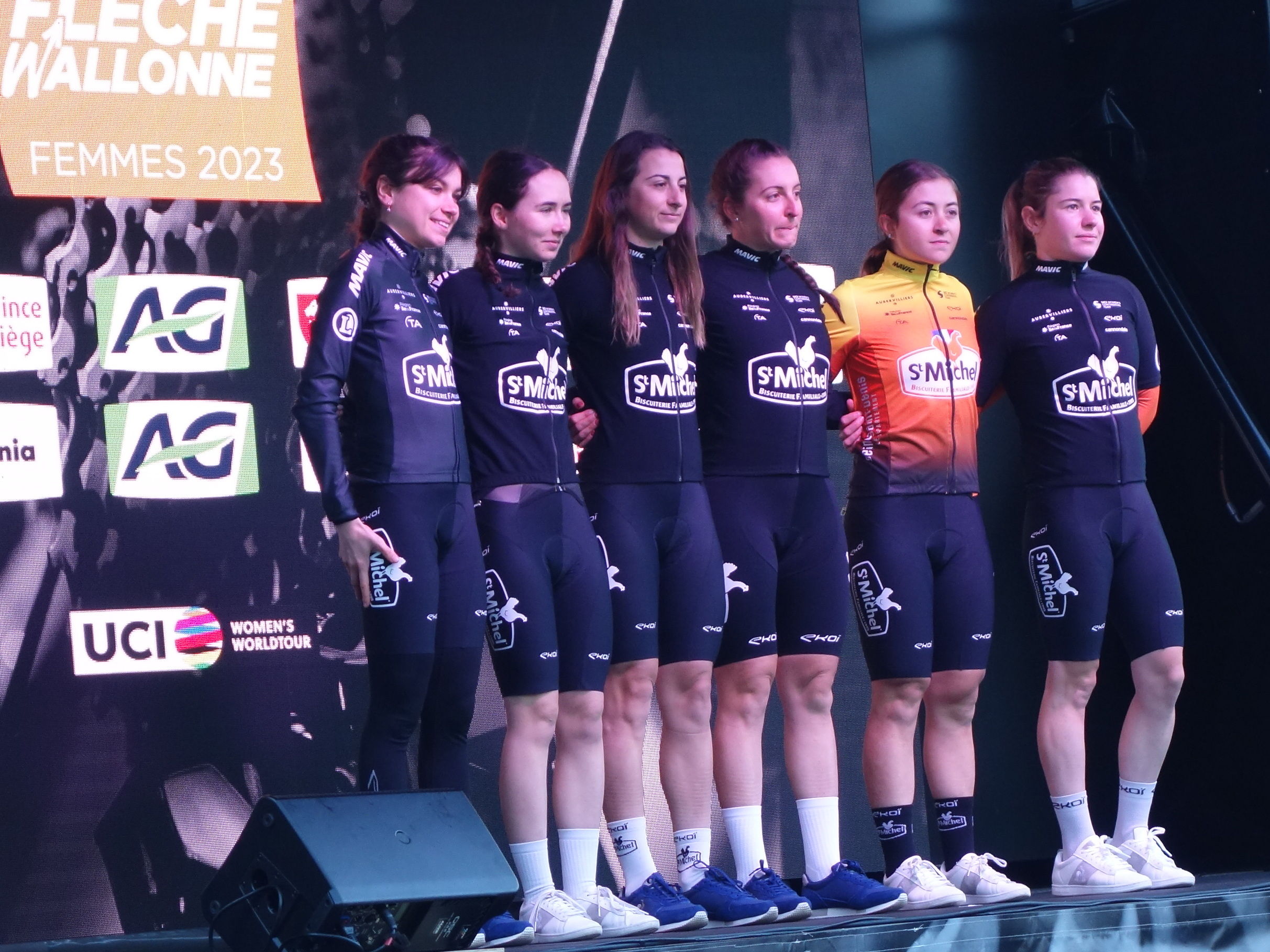
De ploeg bij de start van de Waalse Pijl 2023.

| Naam              | Geboortedatum | Nationaliteit | Vorige ploeg                            |
| ----------------- | ------------- | ------------- | --------------------------------------- |
| Alison Avoine     | 05-01-2000    | Frankrijk     |                                         |
| Sandrine Bideau   | 12-04-1989    | Frankrijk     |                                         |
| Simone Boilard    | 21-07-2000    | Canada        | Team Macadam's Cowboys                  |
| Marion Borras     | 24-11-1997    | Frankrijk     | neoprof                                 |
| Marion Bunel      | 07-10-2004    | Frankrijk     |                                         |
| Coralie Demay     | 10-10-1992    | Frankrijk     | Stade Rochelais Charente-Maritime       |
| Camille Fahy      | 07-07-2003    | Frankrijk     |                                         |
| Roxane Fournier   | 07-11-1991    | Frankrijk     | Team SD Worx                            |
| Célia Le Mouel    | 20-07-2000    | Frankrijk     | Emotional.fr-Tornatech-GSC Blagnac VS31 |
| Dilyxine Miermont | 16-05-2000    | Frankrijk     | neoprof                                 |
| Olivia Onesti     | 06-12-2003    | Frankrijk     | Cofidis                                 |
| Margot Pompanon   | 20-04-1997    | Frankrijk     |                                         |

### Bekende ex-rensters
- Simone Boilard (2022-2023)
- Coralie Demay (2022-2023)
- Olivia Onesti (2023)

## Overwinningen
2022
- 7e etappe Tour de l'Ardèche, Coralie Demay

2023
- GP Oetingen, Simone Boilard